# Grynex martini
Grynex martini är en skalbaggsart som först beskrevs av Allard 1894.  Grynex martini ingår i släktet Grynex och familjen långhorningar. Inga underarter finns listade i Catalogue of Life.